# حشره‌خوار پالاوان
 حشره‌خوار پالاوان (نام علمی: Crocidura palawanensis) نام یک گونه از سرده حشره‌خوارهای دندان‌سفید است.